# Greve geral de 1917
A greve geral de 1917 foi  uma greve da indústria e do comércio brasileiro, ocorrida em julho de 1917 em São Paulo, durante a Primeira Guerra Mundial, promovida por organizações operárias de inspiração anarquista aliadas à imprensa libertária. Foi a primeira greve geral da história do Brasil, e durou 30 dias.

## Histórico social
A greve geral de 1917 no Brasil faz parte de um processo de politização dos trabalhadores brasileiros. Esta politização se deu em parte graças às ideias e princípios organizacionais aportados no país junto com trabalhadores europeus italianos e espanhóis que imigraram para o Brasil buscando melhores condições de vida a partir da segunda metade do século XIX. Enquanto os espanhóis permaneceram no meio urbano, ao aportarem no Brasil, as famílias de imigrantes italianos tiveram destinos diversos. No estado de São Paulo, ainda que em regime assalariado os italianos passaram a substituir a mão de obra escrava nas fazendas de café, enquanto no Rio Grande do Sul e em Santa Catarina os italianos foram enviados para a região da serra onde receberam lotes de terra não trabalhada para desenvolver atividades produtivas, sem conhecer as especifidades dos solos e do clima da região.
Oreste Ristori, importante militante e jornalista libertário, ativista anti-imigração, assinala o tratamento escravista dado aos imigrantes italianos no interior de São Paulo pelos grandes proprietários de terra, fator que fez com que os trabalhadores se dirigissem a capital, quando possível.
Nas proximidades de Araraquara, existe uma daquelas tantas prisões perpétuas, chamada Fazenda São Luís, da qual é digno proprietário aquela pérola de bandido que responde pelo nome de José de Lacerda Abreu. (...) Nesta prisão perpétua ocorrem frequentemente cenas assustadoras. Os pobres reclusos (é assim que precisamos chamar os colonos porque não podem sair da fazenda, sob pena de serem pegos a pauladas ou assassinados) trabalham anos e anos sem serem pagos. Quando perguntam pelo seu ganho se responde a eles com insultos e com chicotadas (...) Deste lugar de horror nove famílias colonas conseguiram fugir enfrentando perigos de toda a espécie. As outras que permanecem gostariam de seguir o exemplo das primeiras mas, sendo a Fazenda circundada por capangas, não se arriscam.— ROMANI p. 150
Ainda no início do século XX, um número considerável de imigrantes italianos abandonou o regime de servidão imperante nas fazendas de café do interior paulista para trabalhar em fábricas na capital. No meio urbano, passaram a atuar contra as  precárias  condições de trabalho nas fábricas, a utilização massiva de mão de obra infantil e as jornadas laborais de mais de 13 horas. Em diversas cidades os italianos passaram também a fazer contato com grupos de ativistas libertários brasileiros, mas também espanhóis e portugueses emigrados. Juntos estes trabalhadores de diferentes origens fundaram diversos sindicatos e organizações de trabalhadores que compunham o movimento operário, lutando por direitos laborais básicos, como férias, salários dignos, jornada laboral diária de oito horas e proibição do trabalho infantil.
A crescente organização dos trabalhadores passou a ser vista com maus olhos pelas elites urbanas brasileiras que enxergavam ali uma ameaça aos seus interesses. Diante da organização das classes subalternas as elites passaram a assumir um discurso nacionalista homogeneizante afirmando que os trabalhadores estrangeiros estavam se voltando contra o país que os acolheu. As organizações governamentais e grande parte dos meios de mídia foram mobilizadas contra os trabalhadores na defesa dos interesses das classes dominantes: a primeira greve geral realizada ainda em 1906 foi combatida com energia pelo então secretario da segurança pública, Washington Luis.
Naquela conjuntura o anarcossindicalismo era uma das tendências majoritárias no meio operário europeu e se consolidava rapidamente também nos países americanos. No Brasil os anarcos sindicalistas articulavam diferentes iniciativas para fazer frente exploração imbricada no projeto desenvolvimentista das elites agrárias e urbanas, e da classe política a estas vinculada. Além dos sindicatos, também foram fundadas creches, escolas de educação libertária, gráficas e jornais. Um dos objetivos destas iniciativas era propagar entre as classes exploradas de operários urbanos e trabalhadores rurais a greve geral como estratégia de luta, não só por melhores condições de vida, mas também como forma de emancipação da dominação das classes dominantes.

### Antecedentes
O período de 1917 a 1920 marcou o auge dos movimentos grevistas no Brasil. Liderado por imigrantes, principalmente italianos, esse processo entrou em declínio, principalmente devido à incompatibilidade entre as palavras de ordem dos movimentos, ditadas pelos organizadores, e os reais interesses do operariado. Com o crescimento industrial e urbano, surgiram bairros operários em várias cidades brasileiras. Formados em sua maioria por imigrantes estrangeiros, a vida nesses bairros era bastante precária, refletindo os baixos salários dos operários, a jornada de trabalho estafante, a absoluta falta de garantias de leis trabalhistas, como descanso semanal, férias e aposentadoria.
Os problemas eram muitos. Nas fábricas, por exemplo, ocorria o emprego maciço de mão de obra infantil, mais barata que a adulta. Muitas crianças empregadas acabavam com um dos membros mutilados pelas máquinas e, assim como os demais trabalhadores, não tinham direito a tratamento médico, seguro por acidentes de trabalho, etc.
Nesse contexto, surgiram as primeiras manifestações sob influência das ideias socialistas e anarquistas, que moviam as lutas operárias internacionais. Tanto no Brasil como em outros países, lutava-se tanto por resultados imediatos (a conquista de melhores condições de trabalhos e salários, por exemplo) como por objetivos mais amplos, dentre eles a derrubada do sistema capitalista e implantação de uma sociedade mais igualitária.
A organização dos trabalhadores resultou na fundação de associações sindicais e de jornais operários, tornando o movimento mais forte para enfrentar as inúmeras dificuldades. Seguindo o exemplo dos trabalhadores de outros países, surgiram manifestações e greves em vários estados, destacadamente em São Paulo, onde se concentrava o maior número de indústrias.
Em 1907, a cidade de São Paulo foi paralisada por uma greve que reivindicava: jornada de oito horas diárias de trabalho, direito a férias, proibição do trabalho infantil, proibição do trabalho noturno para as mulheres, aposentadoria e assistência médica hospitalar. A manifestação iniciada por trabalhadores da construção civil, da indústria de alimentos e metalúrgicos acabou contagiando outras categorias e atingindo diversas cidades do estado, como Santos, Ribeirão Preto e Campinas.
Em 1917 houve uma onda de greves iniciada em São Paulo em duas fábricas têxteis do Cotonifício Rodolfo Crespi e, obtendo a adesão dos servidores públicos, rapidamente se espalhou por toda a cidade, e depois por quase todo o país. Logo se estendeu ao Rio de Janeiro, e outros estados, principalmente ao Rio Grande do Sul. Foi liderada por trabalhadores e ativistas inspirados nos ideais anarquistas e Socialistas, dentre eles vários imigrantes italianos e espanhóis. Os sindicatos por ramos e ofícios, as ligas e uniões operárias, as federações estaduais, e a Confederação Operária Brasileira (fundada em 1906) inspirada em ideais anarquistas.

## Contexto político econômico
Com o início da Primeira Guerra Mundial, o Brasil tornou-se exportador de gêneros alimentícios aos países da "Tríplice Entente"; essas exportações se aceleraram a partir de 1915, reduzindo a oferta de alimentos disponíveis para o consumo interno, e provocando altas em seus preços. Entre 1914 e 1923, o salário havia subido 71% enquanto o custo de vida havia aumentado 189%; isso representava uma queda de dois terços no poder de compra dos salários. Para salário médio de um operário de cerca  de 100 mil réis correspondia um consumo básico que para uma família com dois filhos atingia a 207 mil réis. O trabalho infantil era generalizado. 
…a greve geral de 1917 não pode, de maneira alguma, ser equiparada sob qualquer aspecto que seja examinada, com outros movimentos que posteriormente se verificaram como sendo manifestações do operariado. Isso não, absolutamente não! A greve geral de 1917 foi um movimento espontâneo do proletariado sem a interferência, direta ou indireta, de quem quer que seja. Foi uma manifestação explosiva, conseqüentemente de um longo período da vida tormentosa que então levava a classe trabalhadora. A carestia do indispensável à subsistência do povo trabalhador tinha como aliada a insuficiência dos ganhos; a possibilidade normal de legítimas reivindicações de indispensáveis melhorias de situação esbarrava com a sistemática reação policial; as organizações dos trabalhadores eram constantemente assaltadas e impedidas de funcionar; os postos policiais superlotavam-se de operários, cujas residências eram invadidas e devassadas; qualquer tentativa de reunião de trabalhadores provocava a intervenção brutal da Policia. A reação imperava nas mais odiosas modalidades. O ambiente proletário era de incertezas, de sobressaltos, de angústias. A situação tornava-se insustentável.— Edgard Leuenroth

## Greve geral em São Paulo

### A morte de José Martinez

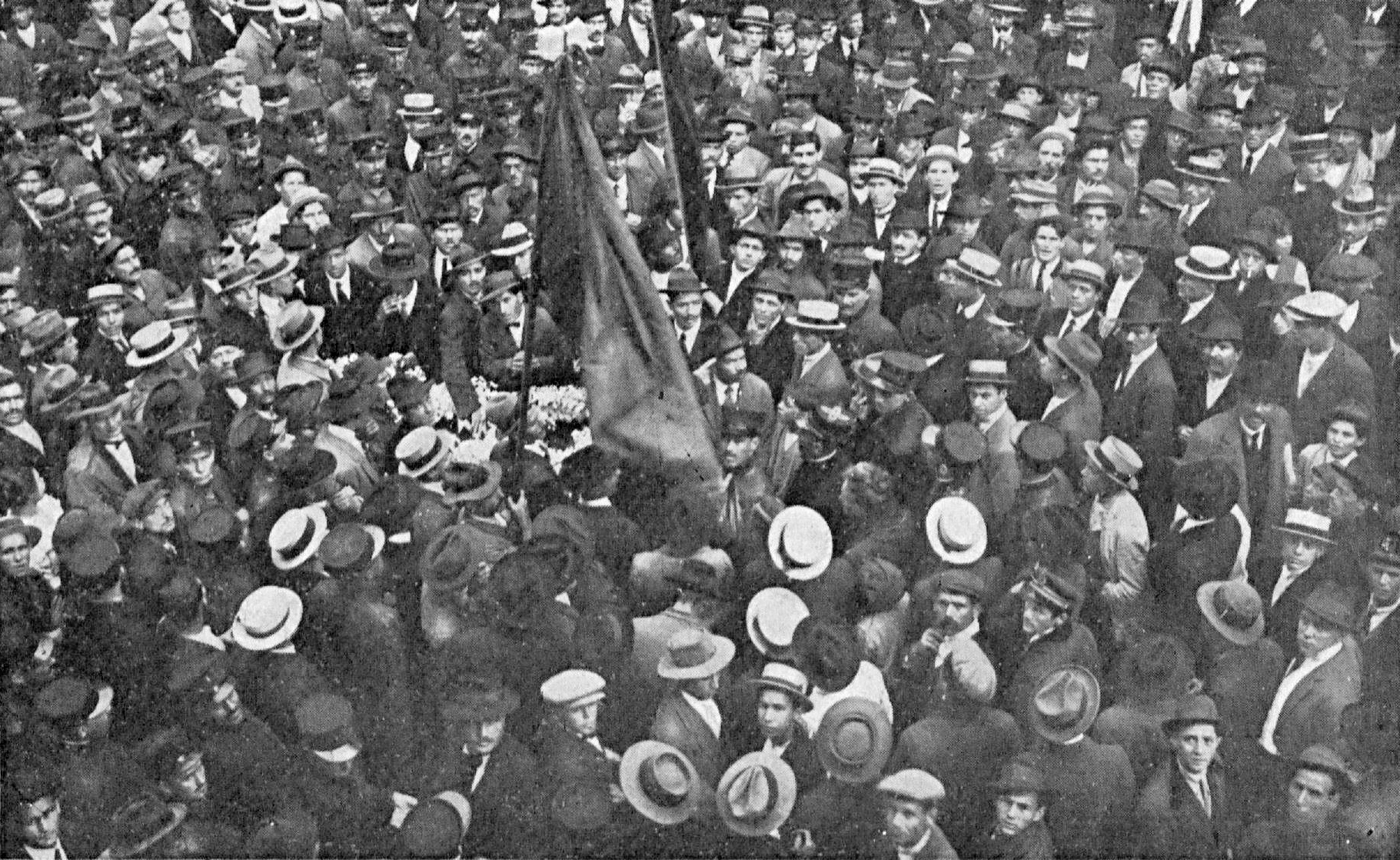
Funeral de José Martinez em direção cemitério do Araçá no dia 11 de Julho de 1917.

Em 9 de julho, uma carga de cavalaria foi lançada contra os operários que protestavam na porta da fábrica Mariângela, no Brás resultou na morte do jovem anarquista espanhol José Martinez. Seu funeral atraiu uma multidão que atravessou a cidade acompanhando o corpo até o cemitério do Araçá onde foi sepultado. Indignados e já preparados para a greve os operários da indústria têxtil Cotonifício Crespi, com sede na Mooca entraram em greve, e logo foram seguidos por outras fábricas e bairros operários. Três dias depois mais de 70 mil trabalhadores já aderiram a greve. Armazéns foram saqueados, bondes e outros veículos foram incendiados e barricadas foram erguidas em meio às ruas.
"O enterro dessa vitima da reação foi uma das mais impressionantes demonstrações populares até então verificadas em São Paulo. Partindo o féretro da Rua Caetano Pinto, no Brás, estendeu-se o cortejo, como um oceano humano, por toda a avenida Rangel Pestana até a então Ladeira do Carmo em caminho da Cidade, sob um silencio impressionante, que assumiu o aspecto de uma advertência. Foram percorridas as principais ruas do centro. Debalde a Policia cercava os encontros de ruas. A multidão ia rompendo todos os cordões, prosseguindo sua impetuosa marca até o cemitério. À beira da sepultura revezaram os oradores, em indignadas manifestações de repulsa à reação (…) No regresso do cemitério, uma parte da multidão reuniu-se em comício na Praça da Sé; a outra parte desceu para o Brás, até à rua Caetano Pinto, onde, em frente à casa da família do operário assassinado, foi realizado outro comício."— Edgard Leuenroth

### Exigências
A violenta greve geral estava deflagrada em São Paulo. Hermínio Linhares em seu livro Contribuição à história das lutas operárias no Brasil; 2ª Ed.; São Paulo; Alfa-Omega; 1977 diz: "O auge deste período foi a greve geral de julho de 1917, que paralisou a cidade de São Paulo durante vários dias. Os trabalhadores em greve exigiam aumento de salário. O comércio fechou, os transportes pararam e o governo impotente não conseguiu dominar o movimento pela força. Os grevistas tomaram conta da cidade por trinta dias. Leite e carne só eram distribuídos a hospitais e, mesmo assim, com autorização da comissão de greve. O governo abandonou a capital. (…)."

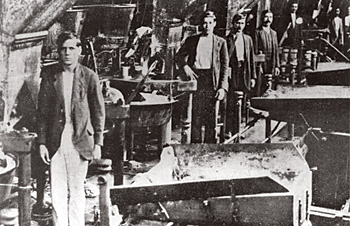
Trabalhadores cruzam os braços em uma fábrica em São Paulo.

As ligas e corporações operárias em greve, juntamente com o Comitê de Defesa Proletária decidiram na noite de 11 de Julho numeraram 11 tópicos através dos quais apresentavam suas reivindicações.
1. - Que sejam postas em liberdade todas as pessoas detidas por motivo de greve;
2. - Que seja respeitado do modo mais absoluto o direito de associação para os trabalhadores;
3. - Que nenhum operário seja dispensado por haver participado ativa e ostensivamente no movimento grevista;
4. - Que seja abolida de fato a exploração do trabalho de menores de 14 anos nas fábricas, oficinas etc.;
5. - Que os trabalhadores com menos de 18 anos não sejam ocupados em trabalhos noturnos;
6. - Que seja abolido o trabalho noturno das mulheres;
7. - Aumento de 35% nos salários inferiores a $5000 e de 25% para os mais elevados;
8. - Que o pagamento dos salários seja efetuado pontualmente, cada 15 dias, e, o mais tardar, 5 dias após o vencimento;
9. - Que seja garantido aos operários trabalho permanente;
10. - Jornada de oito horas e semana inglesa;
11. - Aumento de 50% em todo o trabalho extraordinário.

### Negociações
Cerca de 70.000 pessoas aderiram ao movimento. Para defender a greve foi organizado o Comitê de Defesa Proletária, que teve Edgard Leuenroth como um dos principais porta-vozes.
"A situação ia se tornando cada vez mais grave com os choques entre a Policia e os trabalhadores. O Comitê de Defesa Proletária, somente vencendo toda a sorte de dificuldades conseguia realizar apressadas reuniões em pontos diversos da cidade, às vezes sob a impressão congrangedora do ruido de tiroteios nas imediações. Tornava-se indispensável um encontro dos trabalhadores, para ser tomada uma resolução decisiva. Surgiu, então, a sugestão de um comício geral. Como e onde? E como vencer os cercos da Policia? Mas a situação, que se desenrolava com a mesma gravidade, exigia a sua realização. O perigo a que os trabalhadores se iriam expor estava sendo transformado em sangrenta realidade nos ataques da Policia em todos os bairros da cidade, deles resultando também vitimas da reação, inúmeros operários, cujo único crime era reclamarem o direito à sobrevivência. E o comício foi realizado. O Brás, bairro onde tivera inicio o movimento, foi o ponto da cidade mais indicado, tendo como local o vasto recinto do antigo Hipódromo da Mooca. Foi indescritível o espetaculo que então a população de São Paulo assistiu, preocupara com a gravidade da situação. De todos os pontos da cidade, como verdadeiros caudais humanos, caminhavam as multidões em busca do local que, durante muito tempo, havia servido de passarela para a ostentação de dispendiosas vaidades, justamente neste recanto da cidade de céu habitualmente toldado pela fumaça das fábricas, naquele instante, vazias dos trabalhadores que ali se reuniam para reclamar o seu indiscutível direito a um mais alto teor de vida. Não cabe aqui a descrição de como se desenrolou aquele comício, considerado como uma das maiores manifestações que a história do proletariado brasileiro registra. Basta dizer que a imensa multidão decidiu que o movimento somente cessaria quando as suas reivindicações, sintetizadas no memorial do Comitê de Defesa Proletária, fossem atendidas."— Edgard Leuenroth
Everardo Dias, em "História das Lutas Sociais no Brasil", relata dessa forma os acontecimentos:
"São Paulo é uma cidade morta: sua população está alarmada, os rostos denotam apreensão e pânico, porque tudo está fechado, sem o menor movimento. Pelas ruas, afora alguns transeuntes apressados, só circulavam veículos militares, requisitados pela Cia. Antártica e demais indústrias, com tropas armadas de fuzis e metralhadoras. Há ordem de atirar para quem fique parado na rua. Nos bairros fabris do Brás, Moóca, Barra Funda, Lapa, sucederam-se tiroteios com grupos de populares; em certas ruas já começaram fazer barricadas com pedras, madeiras velhas, carroças viradas. A polícia não se atreve a passar por lá, porque dos telhados e cantos partem tiros certeiros. Os jornais saem cheios de notícias sem comentários quase, mas o que se sabe é sumamente grave, prenunciando dramáticos acontecimentos".— Fernando Dannemann

### Conclusão das paralisações
Os patrões deram um aumento imediato de salário e prometeram estudar as demais exigências. A grande vitória foi o reconhecimento do movimento operário como instância legítima, obrigando os patrões a negociar com os proletários e a considerá-los em suas decisões.

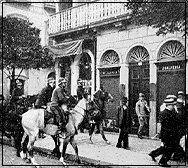
Trabalhadores paralisados são reprimidos por policiais a cavalo.

"Na primeira reunião foi examinado o memorial das reivindicações dos trabalhadores, apresentado pelo Comitê de Defesa Proletária, que a comissão de jornalistas estava encarregada de levar ao governo do Estado. A segunda reunião teve o seu inicio retardado, em virtude da prisão de dois dos membros do comitê de Defesa Proletária ao saírem da redação, após a primeira reunião. Os entendimentos seriam rompidos se esses dois elementos não fossem imediatamente postos em liberdade. Essa resolução foi transmitida ao presidente do Estado. A exigência foi atendida, os elementos levados à redação, e a reunião pôde ser realizada com breve duração, pois o governo ainda não havia entregue a sua resolução. A resolução da concessão das reivindicações dos trabalhadores foi dada por intermédio da Comissão de Jornalistas, com a informação de que já estavam sendo libertados os operários presos durante o movimento.
Foram realizados comícios dos trabalhadores em vários bairros para a decisão da retomada do trabalho, que se iniciou no dia imediato. São Paulo reiniciava suas atividades laboriosas. A cidade retomava o seu aspecto costumeiro, restando, entretanto, a triste lembrança das vitimas que haviam deixado lares enlutados".— Edgard Leuenroth

## A ação do presidente Altino Arantes e do prefeito Washington Luís
O presidente do Estado de São Paulo, na época, Altino Arantes assumiria a defesa dos interesses das classes dominantes atribuindo à greve a uma infiltração de anarquistas e comunistas, considerados subversivos, em meio à classe trabalhadora. No entanto, em sua mensagem ao Congresso Legislativo do Estado de São Paulo, de 1918 assumiu ao menos em termos de discurso seu governo deveria agir "como elemento de mediação amparando concomitantemente os direitos de patrões e operários e velando pela ordem pública".[carece de fontes?]
Altino afirmou, ainda, que, mesmo, depois da conquista de aumentos salariais de 15 a 30%, anarquistas ainda incitavam a nova greve e nova onda de depredações. A partir desses eventos passou a considerar perigosa a generalização dos movimentos grevistas e instituiu, no plano policial, a prevenção aos movimentos gerais e a perseguição aos anarquistas.
Altino relatou, também, que foram atacados, pelos grevistas, funcionários da prefeitura, inclusive enfermeiros. O prefeito de São Paulo Washington Luís, então, redobrou os esforços para manter os serviços públicos funcionando normalmente durante a greve de 1917.[carece de fontes?]

## Greve geral no Rio Grande do Sul

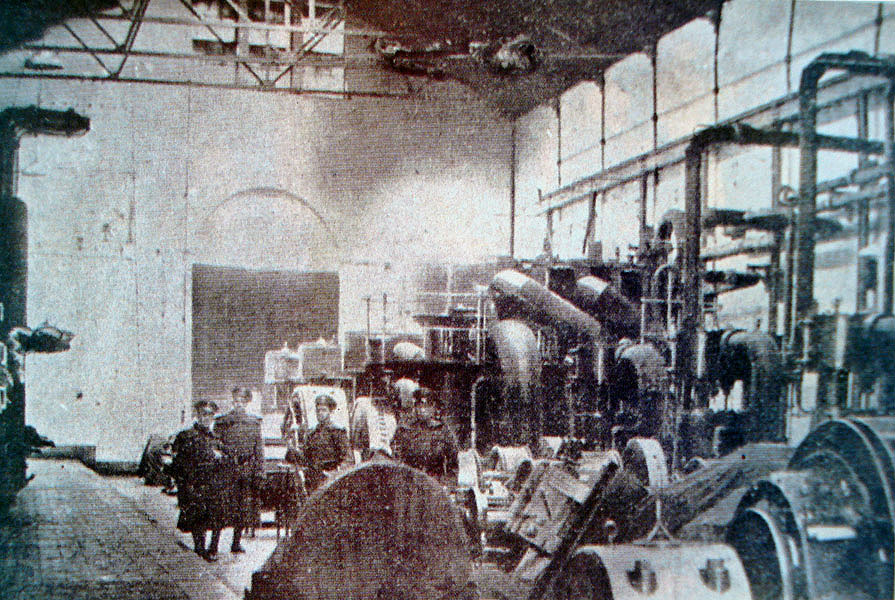
Fábrica guardada por milícia do governo durante a greve de 1917 em Porto Alegre.

Em parte em reflexo as mobilizações em outras partes do país, bem como inspirados pela Revolução Russa, organizados em sindicatos os operários no Rio Grande do Sul entraram em greve. Inicialmente no setor ferrocarril, a greve se espalhou rapidamente pela indústria e prestação de serviços públicos nas principais cidades do Estado. Rapidamente foram formadas organizações grevistas entre os sindicatos e entidades operárias: destacam-se a Liga de Defesa Popular na cidade de Porto Alegre e o Comitê de Defesa Popular na cidade de Pelotas por seu trabalho de conscientização, propaganda e apoio as causas operárias.
Os militantes operários buscavam abarcar todos os espaços possíveis do cotidiano da família proletária. Além do companheirismo nos locais de trabalho, de passarem as mesmas dificuldades, sofrerem juntos os mesmos problemas: salários baixos, jornadas cansativas e insalubridades – os militantes operários (anarquistas) proporcionavam através dos sindicatos, centros de cultura social, escolas e universidades populares, jornais, teatros, piqueniques, enfim, várias oportunidades de cultura, lazer e luta. Assim construíam uma “cultura de classe” e identidade de luta permanente. No Rio Grande do Sul muitos dos militantes de 1917 foram “formados” nas escolas racionalistas mantidas pelos militantes libertários.— Correa, A Greve Geral de 1917 e a LDP
Em 30 de julho, em Porto Alegre, iniciou-se a convocatória assinada pela União Operária Internacional assinalando como local da assembleia pública a Praça da alfândega. A assembleia promove a formação da Liga de Defesa Popular na qual se destacam militantes operários e articuladores da greve na cidade. Entre eles estão Luis Derivi, secretário do sindicato dos pedreiros, carpinteiros e classes anexas e o tipógrafo Cecílio Vilar.
“...mas o momento não é para conciliações, é de luta. A luta mais justificável, a luta pela vida. Os operários devem se erguer como um só homem, para sair às ruas e conquistar o pão que nos está sendo roubado e a fim de protestar contra a exploração de que é vítima a classe trabalhadora (...)”— Cecílio Vilar
Naquela mesma noite a LDP lançou uma nota com as reivindicações da greve na cidade.
Diminuição dos preços dos gêneros de primeira necessidade em geral;
Providências para evitar o açambarcamento do açúcar;
Estabelecimento de um matadouro municipal para fornecer carne à população a preço razoável;
Criação de mercados livres nos bairros operários;
Obrigatoriedade da venda do pão a peso e fixação semanal do preço do quilo;
A intendência deve cobrar pelo fornecimento da água 10 % sobre os aluguéis e reduzir para 5% as décimas dos prédios cujo valor seja inferior a 40$000.
Compelir a companhia Força e Luz a estabelecer passagens de 10 réis de acordo com o contrato feito com a municipalidade;
Aumento de 255 sobre os salários atuais;
Generalização da jornada de 8 horas;
Estabelecimento a jornada de 6 horas para as mulheres e crianças.”

## Rio de Janeiro em 1918
O alto grau de organização do operariado brasileiro que originou a greve geral teve ainda outra consequência: A insurreição anarquista de 1918 no Rio de Janeiro (à época a capital nacional) se dera por conta da articulação de diferentes sindicatos e organizações anarquistas, que inspirados também pela Revolução Russa se organizavam com a intenção de derrubar o governo central. A iniciativa acabou por conta de um militar que agia como agente provocador infiltrado espionava de um lugar privilegiado os planos dos conspiradores delatando-os aos aparatos repressivos estatais.